# Karl Erich Weyrauch
Karl Erich Weyrauch (ur. 24 grudnia 1911 w Haindorfie, zm. 4 listopada 1984 w Landsberg am Lech) – zbrodniarz nazistowski, członek załogi niemieckiego obozu koncentracyjnego Buchenwald i SS-Scharführer.
Z zawodu murarz. Członek NSDAP (od 1933) i Waffen-SS. W latach 1937–1943 pełnił służbę w Buchenwaldzie jako kierownik więźniarskiego komanda budowlanego. W procesie US vs. Karl Erich Weyrauch, który toczył się 27 października 1947 przed amerykańskim Trybunałem Wojskowym w Dachau skazany został początkowo na 10 lat pozbawienia wolności za to, że w maju 1943 obrzucił cegłówkami podległych mu więźniów, powodując wśród nich poważne, ale trudne do dokładnej oceny obrażenia. Oskarżony przyznał się do popełnienia tego przestępstwa. W wyniku rewizji wyroku 6 stycznia 1948 karę zamieniono na 4 lata więzienia, jako że nie zdołano ustalić dokładnych konsekwencji czynu Weyraucha.